# Clásica de Almería 2022
La Clásica de Almería 2022, trentasettesima edizione della corsa e valevole come quarta prova dell'UCI ProSeries 2022 categoria 1.Pro, si svolse il 13 febbraio 2022 su un percorso di 188,2 km, con partenza da El Ejido e arrivo a Roquetas de Mar, in Spagna. La vittoria fu appannaggio del norvegese Alexander Kristoff, il quale completò il percorso in 4h22'39", alla media di 42,993 km/h, precedendo il francese Nacer Bouhanni e l'italiano Giacomo Nizzolo.
Sul traguardo di Roquetas de Mar 112 ciclisti, su 122 partiti da El Ejido, portarono a termine la competizione.

## Squadre e corridori partecipanti
| N.    | Cod. | Squadra                   |
| ----- | ---- | ------------------------- |
| 1-7   | IPT  | Israel-Premier Tech       |
| 11-17 | BOH  | Bora-Hansgrohe            |
| 21-27 | CJR  | Caja Rural-Seguros RGA    |
| 31-37 | BWB  | Bingoal Pauwels Sauces WB |
| 41-47 | IWG  | Intermarché-Wanty-Gobert  |
| 51-57 | MOV  | Movistar Team             |
| 61-67 | COF  | Cofidis                   |
| 71-77 | TEN  | TotalEnergies             |
| 81-87 | SVB  | Sport Vlaanderen-Baloise  |
| 91-96 | UAD  | UAE Team Emirates         |

| N.      | Cod. | Squadra                         |
| ------- | ---- | ------------------------------- |
| 111-117 | BBH  | Burgos-BH                       |
| 121-126 | HPM  | Human Powered Health            |
| 131-137 | EFE  | EF Education-EasyPost           |
| 141-147 | EKP  | Equipo Kern Pharma              |
| 151-157 | AST  | Astana Qazaqstan Team           |
| 161-167 | EUS  | Euskaltel-Euskadi               |
| 171-177 | DRA  | Drone Hopper-Androni Giocattoli |
| 181-187 | EOK  | Eolo-Kometa Cycling Team        |
| 191-198 | ARK  | Team Arkéa-Samsic               |

## Ordine d'arrivo (Top 10)
| Pos. | Corridore           | Squadra     | Tempo    |
| ---- | ------------------- | ----------- | -------- |
| 1    | Alexander Kristoff  | Intermarché | 4h22'39" |
| 2    | Nacer Bouhanni      | Arkéa       | s.t.     |
| 3    | Giacomo Nizzolo     | Israel      | s.t.     |
| 4    | S. Aniołkowski      | Bingoal     | s.t.     |
| 5    | J. Sebastián Molano | UAE         | s.t.     |
| 6    | Simone Consonni     | Cofidis     | s.t.     |
| 7    | Marijn van den Berg | EF          | s.t.     |
| 8    | Jules Hesters       | Sport Vl.   | s.t.     |
| 9    | Vincenzo Albanese   | Eolo        | s.t.     |
| 10   | Max Kanter          | Movistar    | s.t.     |